# Caecum imbricatum
Caecum imbricatum är en snäckart som beskrevs av Carpenter 1858. Caecum imbricatum ingår i släktet Caecum och familjen Caecidae. Inga underarter finns listade i Catalogue of Life.